# Яновиці (Меховський повіт)
Яновиці (пол. Janowice) — село в Польщі, у гміні Слабошув Меховського повіту Малопольського воєводства.
Населення — 212 осіб (2011).
У 1975-1998 роках село належало до Келецького воєводства.

## Демографія
Демографічна структура станом на 31 березня 2011 року:
|          | Загалом | Допрацездатний вік | Працездатний вік | Постпрацездатний вік |
| -------- | ------- | ------------------ | ---------------- | -------------------- |
| Чоловіки | 107     | 15                 | 76               | 16                   |
| Жінки    | 105     | 20                 | 58               | 27                   |
| Разом    | 212     | 35                 | 134              | 43                   |